# Scaevola basedowii
Scaevola basedowii är en tvåhjärtbladig växtart som beskrevs av R.C. Carolin. Scaevola basedowii ingår i släktet Scaevola och familjen Goodeniaceae. Inga underarter finns listade i Catalogue of Life.

## Bildgalleri

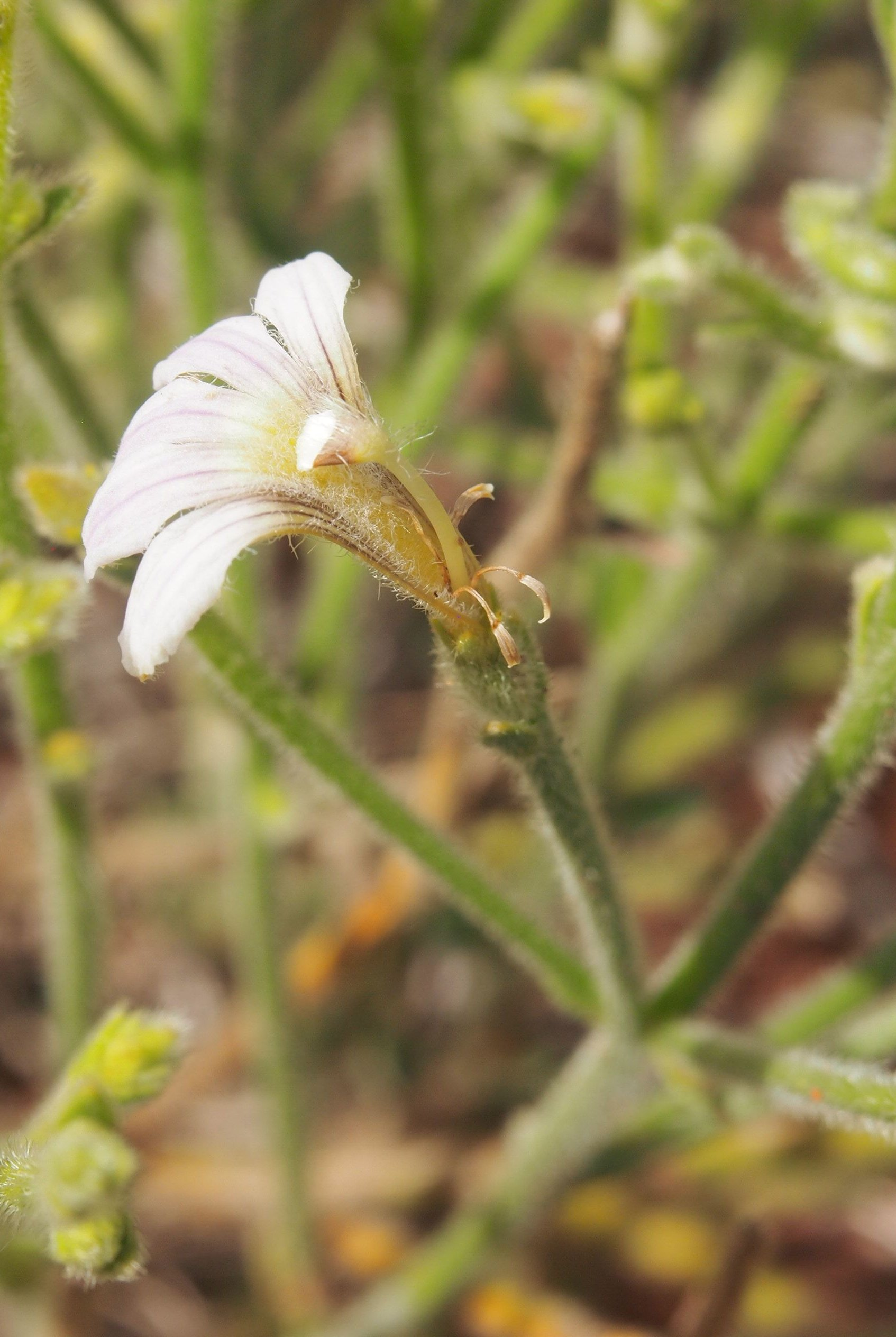
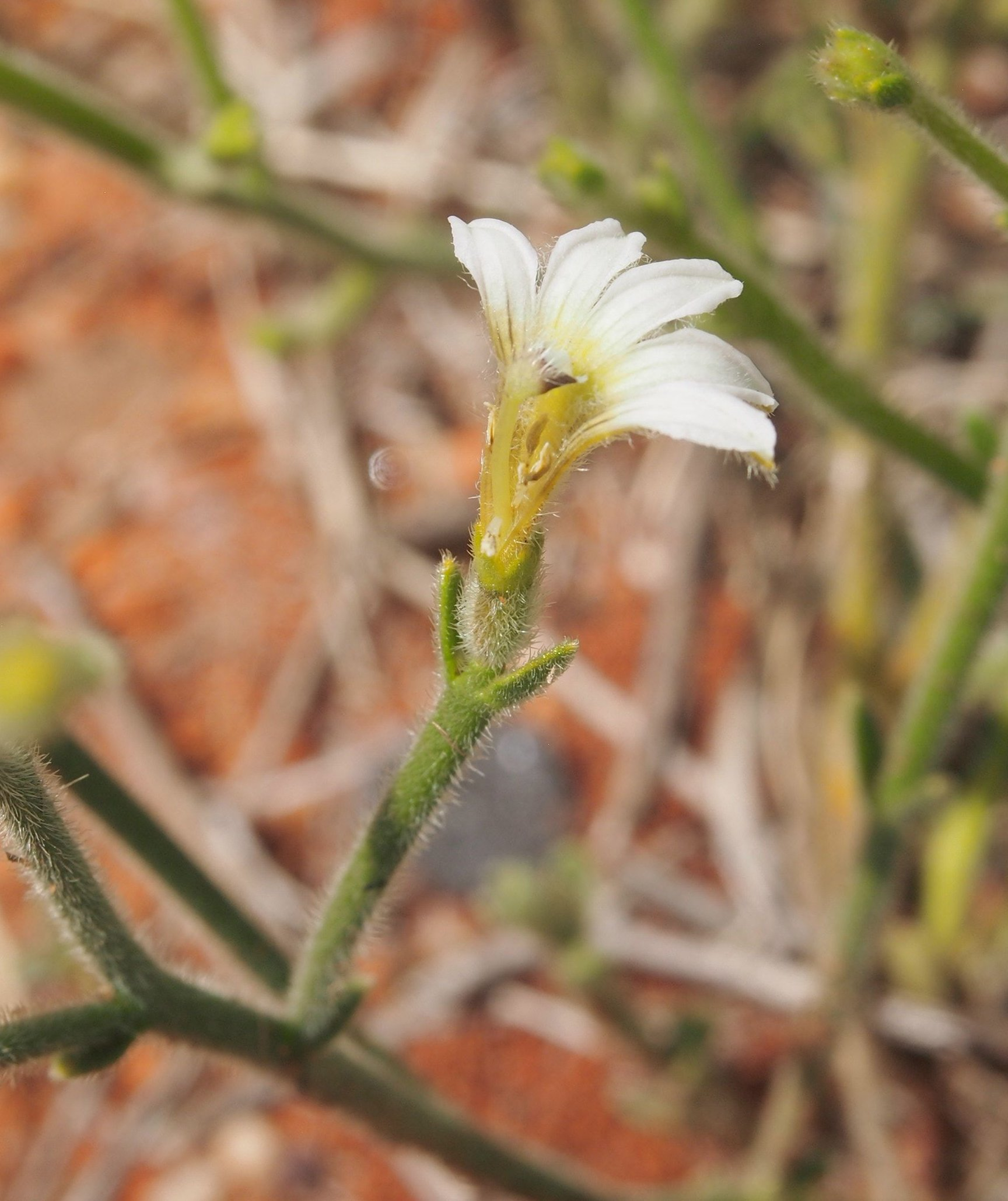